# Atlas cibercartográfico
Un atlas cibercartográfico es una herramienta que tiene como objetivo, apoyar a través de la información y el conocimiento, los procesos reflexivos, llevados a cabo por integrantes de un colectivo, que procuran el desarrollo de métodos de competitividad en un territorio determinado.
Está dirigido a los actores públicos, sociales y privados que, desde sus ámbitos de decisión y acción, están interesados en construir, conocer y valorar los  procesos de competitividad internos de los territorios de un país.
Son un producto social, que incluyen situaciones que interesan a  personalidades (locales e institucionales), no se debe considerar, una mera colección de datos, contienen información y conocimiento de situaciones holistas.
Los atlas cibercartográficos surgen de un proceso de investigación empírica de carácter holista e interdiscilplinario, emergen como historias plasmadas en artefactos que modelan el espacio geográfico. Incorporan parte de la historia de una cultura, de las expresiones de la actividad, y de la ocupación que los seres humanos hacen del espacio al interactuar con su medio ambiente.
Un atlas no es una sola historia que se narra, sino muchas historias que describen diferentes procesos que se desarrollan y entretejen en el espacio geográfico.